# 뷰티풀 프래니
《뷰티풀 프래니》(영어: The Benefactor)는 2015년 공개된 미국의 영화이다. 2015년 4월 17일 트라이베카 영화제에서 초연되었다.

## 출연

### 주연
- 리차드 기어
- 다코타 패닝
- 테오 제임스

### 조연
- 클락 피터스
- 브라이언 안소니 윌슨
- 리사 로버츠
- 앤드리아 하벤스
- 제이슨 윌리엄스
- 로이 제임스 윌슨
- 셰릴 하인즈
- 마리아 브레이만
- 미셸 에버와인
- 에리카 린 마스잘레크
- 티버 펠드만
- 이안 보너
- 마크 빅킹

## 기타
- 총괄프로듀서: 앤드류 코킨
- 총괄프로듀서: 마크 모란
- 총괄프로듀서: 루스 머치
- 프로듀서: 케빈 터렌
- 라인프로듀서: 조지 패스웰
- 조감독: 마크 C. 스티븐스
- 미술: 에단 토브맨
- 특수분장: 로빈 마이리아 헤처
- 특수효과: 드류 지리타노
- 분장: 캐리 에어즈
- 분장: 다이안 헬러
- 분장: 아론 F. 퀄즈
- 분장: 크리스티엔 팅슬리
- 헤어: 다이안 딕슨
- 배역: 다이안 히리